# Antonis Antoniadis
Antonis Antoniadis (grec: Αντώνης Αντωνιάδης, 25 de maig de 1946) és un exfutbolista grec de la dècada de 1970.
Pel que fa a clubs, defensà els colors de Aspida Xanthi, Panathinaikos, Olympiakos i Atromitos Atenes.
Fou 21 cops internacional amb la selecció grega.

## Palmarès

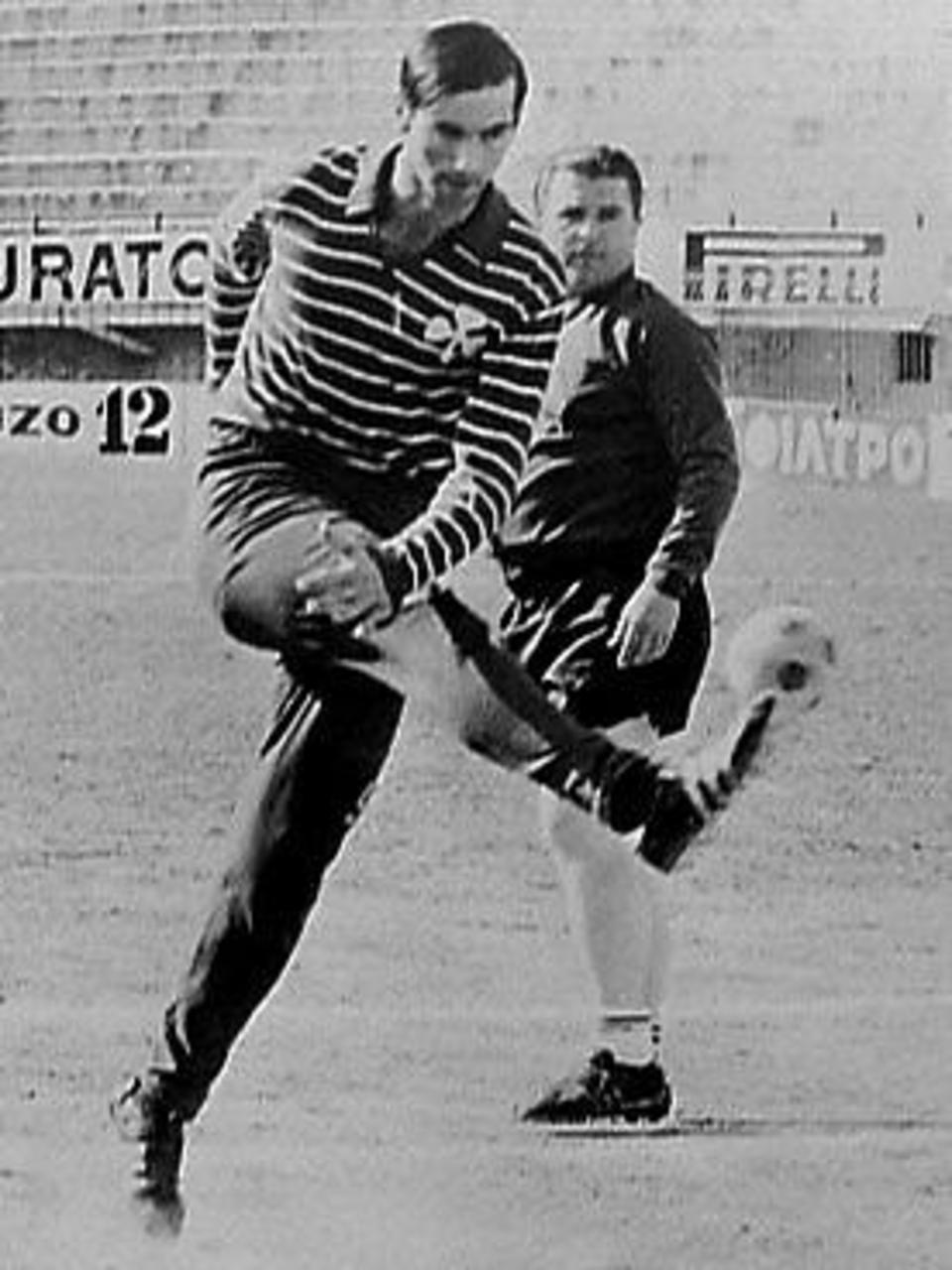
Antoniadis amb Ferenc Puskás (1971).

Panathinaikos
- Lliga grega de futbol: 4

1968-69, 1969-70, 1971-72, 1976-77
- Copa grega de futbol: 2

1968-69, 1976-77
- Copa balcànica de clubs:

1977
Grècia
- Copa del Món Militar de futbol:

1969